# Hesperolpium andrewsi
Hesperolpium andrewsi är en spindeldjursart som beskrevs av William B. Muchmore 1980. Hesperolpium andrewsi ingår i släktet Hesperolpium och familjen Olpiidae. Inga underarter finns listade i Catalogue of Life.